# Laurent Bezault
Laurent Bezault (Boulogne-Billancourt, 8 d'abril de 1966) va ser un ciclista francès, que fou professional entre 1988 i 1994. Del seu palmarès destaca un segon lloc a la París-Niça de 1993 i un quart lloc a la prova contrarellotge als Jocs Olímpics de Seül.

## Palmarès
- 1985
  - 1r al Tour d'Eure-et-Loir
- 1986
  - 1r als Tres dies de Cherbourg
- 1987
  - 1r al Tour d'Eure-et-Loir
  - 1r al Tour de la Loire
  - Vencedor d'una etapa al Tour de la CEE
- 1988
  -  Campionat de França de contrarellotge per equips (amb Jacky Durand, Pascal Lino i Thierry Laurent)
  - 1r als Boucles de la Mayenne
  - 1r a la París-Roubaix sub-23
  - 1r a la París-Troyes
- 1989
  - 1r al Tour de Vendée
- 1993
  - 1r al Duo Normand (amb Chris Boardman)
  - Vencedor d'una etapa al Tour del Llemosí

### Resultats al Tour de França
- 1989. 43è de la classificació general

### Resultats al Giro d'Itàlia
- 1992. 53è de la classificació general
- 1993. Abandona (13a etapa)